# Друзі та сусіди
Друзі та сусіди (англ. Your Friends & Neighbors) — американський чорнокомедійний кримінально-драматичний телесеріал від Джонатана Троппера для Apple TV+, у головних ролях — Джон Гемм, Аманда Піт, Олівія Манн, Марк Толлман, Хун Лі, Лена Голл та Еймі Карреро. Прем'єра серіалу відбулася 11 квітня 2025 року, — вийшли перші два епізоди. Серіал не має жодного стосунку до однойменного фільму 1998 року, попри однакову назву та жанр.
Його поновлено на другий сезон.

## Сюжет
Гемм грає Купа, — менеджера гедж-фонду з Нью-Йорка, який нещодавно розлучився та втратив роботу. Він використовує злочинні методи, щоб підтримувати свій спосіб життя та забезпечити життя своєї родини на тому рівні, до якого вони звикли.

## Акторський склад

### Головний
- Джон Гемм у ролі Ендрю «Купа» Купера, багатого та невдоволеного фінансиста, який починає красти у своїх сусідів після звільнення з роботи.
- Аманда Піт у ролі Мел Купер, колишньої дружини Купа.
- Олівія Манн у ролі Саманти «Сем» Левітт, подруги Мел, яка перебуває у складних сексуальних стосунках з Купом.
- Марк Толлман у ролі Ніка Брандеса, гравця НБА, колишнього найкращого друга Купа та нового коханця Мел.
- Хун Лі у ролі Барні Чоя, бізнес-менеджера Купа.
- Лена Голл[en] у ролі Еллісон «Елі» Купер, проблемної та вільнодумної молодшої сестри Купа, про яку він неохоче піклується.
- Еймі Карреро[en] у ролі Елени Бенавідес, домогосподарки Ніка та партнерки Купа по злочинах.
- Ізабель Гравітт[de] у ролі Торі Купер, сімнадцятирічної дочки Купа.
- Донован Колан у ролі Хантера Купера, сина-підлітка Купа.
- Юніс Бей у ролі Грейс Чой, дружини Барні.
- Ренді Денсон[d] у ролі Лу, прикриття Купа.
- Джеймс Марсден (2 сезон)[5]

### Гостьовий
- Корбін Бернсен у ролі Джека Бейлі, колишнього начальника Купа
- Кітті Готорн у ролі Лів Кросс, співробітниці фірми Купа, з якою у нього був секс на одну ніч
- Деніел Дейл у ролі Джейка Вестона, хлопця Торі
- Джино Венто[d] у ролі Гектора Гутьєрреса
- Сара Томпсон[en] у ролі Сьюзі Емерсон
- Міріам Сільверман[en] у ролі Гретхен Рейган, розлученої жінки, яка дружить з Елі
- Роберт Елі та Стефані Курцуба[en] у ролі Пітера та Діани Міллер, першої пари, яку Куп грабує
- Майкл О'Кіф[en] та Лізбет Маккей[en] у ролях Рона та Марлі Купер, батьків Купа та Елі
- Роберт Багнелл[fi] та Дженніфер Мадж[en] у ролях Бреда та Джулі «Джулс» Сперлінг, другої пари, яку Куп грабує
- Анна Оцеола[fr] та Ребекка Наомі Джонс[en] у ролях Меггі та Сюзанни Габер
- Хізер Лінд[en] у ролі Кет Резнік, юристки, яка має позашлюбний зв'язок з другом свого сина, та третього домовласниці, яку Куп грабує
- Дейв Квей у ролі Дома Резніка, чоловік Кет, який не знає про її невірність
- Ренді Денсон[d] у ролі Лу Варги, власника ломбарду
- Джордан Гелбер[en] у ролі Пола Левітта, розпустного колишнього чоловіка Сем
- Джеймсон Флінн Лопес у ролі Генрі Левітта, юного сина Сем
- Сандрін Голт[en] у ролі Ребекки Лін, детектива поліції
- Олафур Даррі Олафссон[en] у ролі Крістіана Томассона, розпусного торговця творами мистецтва
- Хеппі Андерсон[en] у ролі Томаса Коффі

## Епізоди
| № серії | Назва серії                           | Режисер(и)       | Сценарист(и)                  | Оригінальна дата показу |
| --- | ------------------------------------- | ---------------- | ----------------------------- | ----------------------- |
| 1 | «This Is What Happens»                | Крейг Гіллеспі   | Джонатан Троппер              | 11 квітня 2025          |
| У флешфорварді Ендрю «Куп» Купер прокидається в особняку поруч із мертвим тілом і поспішно витирає кров. Чотирма місяцями раніше Куп, заможний менеджер хедж-фонду, був раптово звільнений своїм начальником, Джеком Бейлі, через фальшиву скаргу до відділу кадрів від Лів Кросс, молодшої співробітниці, з якою він, за її згоди, переспав кілька місяців тому. Куп невдовзі дізнається, що Джек звільнив його лише для того, щоб поглинути його рахунки. Куп розлучений зі своєю колишньою дружиною Мел після того, як спіймав її на зраді з його найкращим другом Ніком, колишнім чемпіоном НБА. Відтоді Куп переїхав до орендованого будинку та мав періодичні сексуальні стосунки зі своєю сусідкою Сем Левітт, яка сама переживала хаотичне розлучення, водночас доглядаючи за своєю норовливою сестрою Елі. Усі вони продовжують жити в громаді Вестмонт. Купу також доводиться мати справу зі зростанням витрат на своїх дітей, розчаровуючись через напружені стосунки з сином Хантером та 17-річною дочкою Торі, яка перебуває у стосунках з 20-річним хлопцем. Під час вечірки по сусідству, влаштованої Міллерами, Куп вибачається та блукає по будинку, знаходячи рулон грошей, який він краде та використовує, щоб купити барабанну установку, спочатку призначену для Хантера. Пізніше він повертається до будинку Міллерів після їхнього від'їзду у відпустку та краде годинник Patek Philippe разом з більшою кількістю грошей. |                                       |                  |                               |                         |
| 2 | «Deuce»                               | Крейг Гіллеспі   | Джонатан Троппер              | 11 квітня 2025          |
| Куп змушений продати годинник за набагато нижчою ціною, ніж він коштує, в ломбарді в Бронксі, через відсутність документів під рукою. Він «треться ліктями» в заміському клубі, перш ніж взяти Хантера з собою, щоб той відвіз Елі до будинку їхніх батьків. Однак Куп передумав і вирішив дозволити Елі жити з ним, а також відновив стосунки із Сем. Куп запізнюється на тенісний турнір Торі в заміському клубі, щоб пограбувати Сперлінгів — батьків її конкурентки, Челсі. Він бере годинник Richard Mille і намагається здати його в тому ж ломбарді, але власник, Лу, відмовляється і «пробиває номер». |                                       |                  |                               |                         |
| 3 | «Theoretical Herpes»                  | Ґреґ Яйтанес     | Джонатан Троппер              | 18 квітня 2025          |
| Куп повертається додому і бачить, що Лу чекає на нього; вона каже йому, що «навела по ньому довідки», і погоджується продовжувати вести з ним бізнес, поки він нікому про неї не згадує, погрожуючи повідомити про нього владі в іншому випадку. Хантер грає концерт зі своїм гуртом на домашній вечірці, але в нього починається бед-трип після вживання психоделічних грибів, і він замикається у ванній кімнаті; він телефонує Елі, яка приходить на вечірку, щоб заспокоїти його. Куп неохоче приймає запрошення на вечірку, яку Нік влаштовує у себе вдома для чоловіків, поки їхні дружини проходять курс самооборони; Мел і Сем відкриваються одна одній на курсі після спарингу. Перш ніж піти на вечірку до Ніка, Куп краде дорогу пляшку вина у своїх сусідів Дома та Кет Резнік і стає свідком того, як Кет займається сексом з хлопцем своєї доньки. Вечірка Ніка переривається, коли один з його друзів отримує відкритий перелом під час баскетбольного матчу. Наступного вечора Куп пробирається до будинку Ніка, щоб вкрасти чемпіонський перстень НБА, але хтось ловить його та тримає під дулом пістолета. |                                       |                  |                               |                         |
| 4 | «Literal Dragons»                     | Ґреґ Яйтанес     | Джеймі Розенгард              | 25 квітня 2025          |
| Економка Ніка, Елена, ловить Купа та тримає його під дулом пістолета, але не здає його, а натомість пропонує їм працювати разом. Після початкових вагань Куп погоджується взяти підкріплення. Елена знайомить Купа зі своїм двоюрідним братом Гектором, у якого є обладнання, яке може підбирати коди безпеки, і розповідає, що доморобітниці громади часто розкривають таємниці про своїх клієнтів. Під час пограбування Куп стикається з неочікуваною сигналізацією, коду якої він не має. Куп тікає від собаки господаря та поліції, залишаючи предмет та свій навушник, поки його кусає собака. Лів приходить до Купа, щоб попередити його, що його адвокат змовився з Джеком. Вона цілує його в щоку, що помічає Сем з машини. Нік влаштовує екстравагантну вечірку з нагоди дня народження Мел. Мел переживає екзистенційну кризу та драматично залишає вечірку; Куп знаходить її, і вони розділяють зворушливий момент. Вночі Сем знову возз'єднується з Купом, і вони залишають вечірку разом. |                                       |                  |                               |                         |
| 5 | «This Tourist Has Balls»              | Ґреґ Яйтанес     | Еван Ендікотт і Джош Стоддард | 2 травня 2025           |
| Куп і Сем погоджуються припинити свої стосунки; Сем тимчасово залишає район разом зі своїми дітьми, щоб відвідати батьків. Хантеру погрожують виключенням зі школи після того, як його та його однокласників спіймали на вживанні його рецептурного аддераллу, але Мел погоджується заплатити школі 240 000 доларів, щоб Хантер продовжував там навчатися. Барні Чой, фінансовий радник Купа, стикається з проблемами з фінансуванням ремонту свого будинку, а тиск з боку владних родичів призводить до того, що він мало не спалив новий сарай своєї родини, будучи п'яним. Куп та Елена замишляють викрасти та продати картину Роя Ліхтенштейна, що належить сусіду, замінивши її підробкою. Вони продають картину Крістіану Томассону, підпільному арт-дилеру, а потім святкують у нічному клубі. Після вживання кокаїну, Куп та Олена танцюють разом, але Крістіан заганяє Олену в кут і лапає її. Куп втручається, Олена обприскує Крістіана перцевим спреєм та тікає. Елена обурюється на Купа, бо їм більше не заплатять за крадіжку. Розчарований зривом угоди, Куп намагається пограбувати будинок Сем, але його вирубають, він прокидається і виявляє, що колишній чоловік Сем, Пол, мертвий, і тікає. Наступного дня Куп і Барні вдають, ніби нічого не сталося. |                                       |                  |                               |                         |
| 6 | «The Things You Lost Along the Way»   | Стефані Лейнг    | Дженніфер Єль                 | 9 травня 2025           |
| Детектив Лін з поліції Вестмонт кваліфікує смерть Пола як вбивство та допитує мешканців. Сем повертається і дізнається, що вона є єдиним бенефіціаром страховки життя Пола на 20 мільйонів доларів і приховує свій роман з Купом. Інші згадують, що Куп посварився з Полом на вечірці Ніка; Куп має алібі, уникає згадок про свої стосунки із Сем та постійно ігнорує дзвінки Елени. Родина Куперів відвідує Принстон, де Куп і Мел проводять день напідпитку згадуючи минуле, після того, як Торі та Хантера відвели в інше місце. Куп зізнається Мел, що його звільнили з роботи і що він має фінансові труднощі. Вони вибачаються одне перед одним і займаються сексом, після чого Куп пропонує сім'ї почати все спочатку. Торі та Хантер також надихаються їхнім досвідом, і Купери зустрічаються з Чоями на вечерю. Однак на Купа нападають бандити Крістіана, а Барні залишається непритомним після того, як його збиває машина. |                                       |                  |                               |                         |
| 7 | «The First Honest Thing»              | Стефані Лейнг    | Даніель ДіПаоло               | 16 травня 2025          |
| Куп прокидається в лікарні в оточенні родини, але детектив Лін одразу ж просить дозволу поговорити. Вона вважає, що напад не був випадковим, і закликає Купа співпрацювати, але він відмовляється. Брат Елени, Чіво, влізає у величезні борги перед наркоторговцем Феліксом, і Елена погоджується їх сплатити. Однак Гектор більше не погоджується допомагати Елені в крадіжках. Лін та її партнер Ернандес виявляють Купа на записі прихованої камери в одній з кімнат сина Сем під час їхньої інтрижки. Барні сердито відвертається від Купа в лікарні через його ухилення від відповіді. Ернандес нишпорить у смітті Купа та знаходить кров, що відповідає крові з місця вбивства Пола. Під час похорону Пола і тоді, коли Елі має інтрижку зі своїм одруженим колишнім нареченим Брюсом, поліція обшукує будинок Купа. Елі та Мел попереджають Купа про інтерес поліції, але він відмовляється від допомоги. Куп превентивно шантажує Кет Резнік, щоб вона стала його юридичним представником, а Лін заарештовує його на похороні перед усіма у Вестмонті. Кет намагається домогтися закриття справи через її залежність від непрямих доказів, але Лін показує пістолет, знайдений у машині Купа, який є тим самим, що й знаряддя вбивства Пола. Куп проводить ніч у камері та згадує це як свій перший чесний досвід за довгий час. |                                       |                  |                               |                         |
| 8 | «When Did We Become These People»     | Джонатан Троппер | Браян Паркер                  | 23 травня 2025          |
| Куп не визнає себе винним у вбивстві, але Сем сумнівається в його невинності, і ніхто з його родини не з'являється на попередньому слуханні. Батько Купа звільняє його з в'язниці під заставу, після чого Куп намагається побачитися зі своїми дітьми, але Мел відмовляється. Куп виявляє, що всі його гроші, що залишилися від крадіжок, вкрала Елена, яка використовує їх, щоб погасити борг Чіво перед Феліксом. Лу підтверджує, що вона дала Крістіану місцезнаходження Купа, і попереджає Купа не повертатися до її магазину. Сем, Мел та Нік зустрічаються в кав'ярні, що переростає в фізичну конфронтацію між Сем та Мел, під час якої Мел ненавмисно розкриває свою інтрижку з Купом. Інцидент поширюється в Інтернеті, і в результаті Нік сердито йде, Торі розлучається зі своїм хлопцем, Брюс відмовляється бачитися з Алі, а Мел йду у відпустку з роботи. Куп, Барні та Нік топлять свої печалі бурхливою ніччю, яка закінчується тим, що Куп і Барні визнають невдоволення своїм матеріалістичним життям. Куп намагається зізнатися у своїх злочинах Барні, який вирубається, не почувши це. Хантер відвідує Купа, щоб підтримати його, і Куп вибачається за їхні розірвані стосунки. Кет благає Купа укласти угоду про визнання вини з коротшим терміном покарання, але Куп все одно вирішує приховати свої злочини. |                                       |                  |                               |                         |
| 9 | «Everything Becomes Symbol and Irony» | Джонатан Троппер | Джонатан Троппер              | 30 травня 2025          |

## Виробництво
У грудні 2023 року було оголошено, що Джон Гемм зіграє головну роль і буде виконавчим продюсером серіалу, створеного Джонатаном Троппером. Виробництвом серіалу займаються Apple Studios. У лютому 2024 року до акторського складу приєдналася Олівія Манн. У березні 2024 року до акторського складу були додані Аманда Піт, Марк Толлман, Хун Лі та Лена Голл, а Крейг Гіллеспі, Ґреґ Яйтанес та Стефані Лейнг були призначені режисерами епізодів серіалу. У квітні 2024 року до основного акторського складу були додані Еймі Карреро, Ізабель Гравітт, Донован Колан та Юніс Бе, а Сандрін Голт та Корбін Бернсен мали виконати епізодичні ролі. Виробництво розпочалося у квітні 2024 року, про що Троппер оголосив у своєму Instagram.
У квітні 2025 року Джеймс Марсден приєднався до акторського складу як постійний актор другого сезону серіалу.

## Сприйняття
На веб-сайті агрегатора рецензій Rotten Tomatoes сезон має рейтинг схвалення 82 % на основі 50 рецензій критиків. Консенсус критиків веб-сайту звучить так: «Уїдливо дотепний риф на тему „Пуститися берега“, коментарі щодо класів з „Друзів і сусідів“ час від часу запинаються, але серіал має нескінченно привабливого аватара в особі зірки Джона Гемма». Тим часом на Metacritic, який використовує середньозважену оцінку, серіал отримав оцінку 61 зі 100 на основі відгуків 23 критиків, що свідчить про «загалом схвальні» відгуки.